# گورچین‌قلعه
گورچین قلعه، روستایی است از توابع بخش انزل در شهرستان ارومیه استان آذربایجان غربی.
جمعیت
این روستا در دهستان انزل شمالی قرار داشته و بر اساس سرشماری سال ۱۳۹۵ جمعیت آن ۳۵۲ نفر (۱۵۱ خانوار) بوده‌است. مردم روستای گورچین قلعه به زبان ترکی آذربایجانی تکلم می‌کنند.
1. ↑  درگاه ملی آمار ایران